# Пурэвжавын Онорбат
Пурэвжавын Онорбат (монг. Пүрэвжавын Өнөрбат; 15 февраля 1988 года, Мурэн, Монголия) — монгольский борец вольного стиля, участник летних Олимпийских игр 2012 года, серебряный призёр чемпионата мира 2015 года, пятикратный призёр чемпионатов Азии.

## Спортивная биография
На юниорском уровне первым крупным успехом в карьере Пурэвжавына Онорбата стала победа на чемпионате Азии 2005 года среди кадетов в категории до 58 кг. Перейдя в более тяжёлую весовую категорию монгольский борец два года подряд становился призёром азиатских юниорских чемпионатов. На чемпионате мира среди юниоров в категории до 66 кг Онорбат стал лишь 13-м.
На крупнейших взрослых соревнованиях Пурэвжавын впервые выступил на чемпионате Азии 2008 года. Первое же выступление молодого монгольского борца стало успешным. Лишь в финале Онорбат потерпел поражение, уступив борцу из Северной Кореи Ян Джунсону. На взрослом чемпионате мира Онорбат дебютировал в 2009 году. Монгольский борец уверенно дошёл до четвертьфинала, по ходу турнира взяв реванш у Ян Джунсона, но в упорной борьбе уступил турецкому борцу Мухаммеду Илькхану. Свою следующую медаль Пурэвжавын завоевал в 2010 году на континентальном первенстве в Нью-Дели, выиграв бронзу в категории до 66 кг. На четвертьфинальной стадии на летних Азиатских играх 2010 года соперником Пурэвжавына стал всё тот же Ян Джунсон, но в этот раз победа осталась за северокорейским борцом. В 2011 году Онорбат в третий раз поднялся на пьедестал чемпионата Азии, став бронзовым призёром первенства в Ташкенте в категории до 74 кг.
В 2012 году Пурэвжавын Онорбат выступил на летних Олимпийских играх в Лондоне, куда пробился выиграв первый мировой квалификационный турнир. В соревнованиях в категории до 74 кг монгольский борец уже в первом раунде потерпел поражение, уступив грузинскому борцу Давиду Хуцишвили, который проиграв в четвертьфинале, лишил Онорбата возможности побороться за бронзовую медаль. В течение следующих двух лет Пурэвжавын принимал участие лишь в небольших международных турнирах. В 2014 году монгольский борец в очередной раз стал призёром чемпионата Азии, пробившись в финал турнира в Астане, где Онорбат уступил иранцу Реза Афзали. На чемпионате мира 2015 года в Лас-Вегасе Пурэвжавын неожиданно сумел дойти до финала соревнований в категории 74 кг. В решающем поединке монгольский борец проиграл олимпийскому чемпиону Игр в Лондоне Джордану Барроузу и стал серебряным призёром мирового первенства. Этот результат также принёс сборной Монголии лицензию на участие в соревнованиях борцов в этой категории на летних Олимпийских играх 2016 года в Рио-де-Жанейро.